# Can Lloveres
Can Lloveres és una casa al nucli de la Jonquera catalogada a l'Inventari del Patrimoni Arquitectònic de Catalunya. És un edifici de principis de segle xx que pels seus elements decoratius (formes ondulants, vitralls policroms, i elements ceràmics) denota un cert regust modernista tot i seguir una estructura típicament noucentista. És una casa aïllada de planta rectangular que consta de planta baixa, dos pisos i coberta amb terrassa. L'edifici presenta una acurada articulació dels seus murs exteriors.
A la planta baixa hi han tres grans portes d'arc rebaixat separades per uns panys de mur realitzats amb grans carreus de pedra ben escairats, lleugerament arrodonits en els seus cantons. El primer pis s'organitza a l'entorn d'una elegant tribuna poligonal central, amb sis arcs de mig punt decorats amb vitralls policroms. Al parament de mur d'aquesta tribuna hi ha uns elements ceràmics també policroms que formen dibuixos geomètrics. A banda i banda s'obren dues finestres d'arc rebaixat que donen a dos balcons amb baranes de ferro els quals s'estenen des dels extrems de la façana fins als murs de la tribuna. Al segon pis s'obren unes altres tres finestres: les dels extrems, també amb balcó, corresponen a les dues del primer pis, mentre que la central dona a una petita terrassa amb balustres de pedra, la qual, en estar suportada per la tribuna del primer pis presenta també la seva mateixa forma poligonal. Culminant la construcció un mur tanca la terrassa i que presenta també unes formes geomètriques de clara funció decorativa i on també hi apareixen elements ceràmics policroms.